# Minimale Kopplung
Minimale Kopplung, minimale Substitution oder auch Prinzip der minimalen elektromagnetischen Wechselwirkung beschreibt ein Prinzip der Quantenmechanik zur Einführung der elektromagnetischen Wechselwirkung in die Gleichungen freier Teilchen. Das Prinzip legt die durchzuführende Ersetzung im Hamiltonoperator eines freien Teilchens fest, um seine Wechselwirkung mit einem elektromagnetischen Feld zu erreichen. Die Berechtigung dieses Prinzips rührt daraus, dass eine Ankopplung freier Teilchen an Wechselwirkungsfelder nach diesem Prinzip zu Eichinvarianz der betreffenden Gleichungen führt.

## Das Prinzip
In der nichtrelativistischen Quantenmechanik wird die Dynamik eines Teilchens durch die Schrödingergleichung
{\displaystyle i\hbar {\frac {\partial \psi ({\vec {x}},t)}{\partial t}}={\hat {H}}\psi ({\vec {x}},t)}
beschrieben. Dabei ist {\displaystyle \psi } die Wellenfunktion des Teilchens und {\displaystyle {\hat {H}}} der Hamiltonoperator. Für ein freies Teilchen der Masse {\displaystyle m} ist der Hamiltonoperator als
{\displaystyle {\hat {H}}={\frac {{\hat {\vec {p}}}^{2}}{2m}}}
gegeben, für ein Teilchen in einem Potential {\displaystyle V} dagegen als
{\displaystyle {\hat {H}}={\frac {{\hat {\vec {p}}}^{2}}{2m}}+V({\vec {x}})}
mit dem Impulsoperator {\displaystyle {\hat {\vec {p}}}}.
Zur Ankopplung eines geladenen Teilchens an das elektromagnetische Feld werden folgende Ersetzungen in der Schrödingergleichung durchgeführt:
Der Impulsoperator {\displaystyle {\hat {\vec {p}}}} wird durch
{\displaystyle {\hat {\vec {p}}}\longrightarrow {\hat {\vec {p}}}-q{\vec {A}}({\vec {x}},t)}
ersetzt. Dies entspricht der Ersetzung des kinetischen Impulses durch den kanonischen Impuls. Dabei ist die Stärke der Ankopplung des Teilchens an das Feld die elektrische Ladung {\displaystyle q} des Teilchens und {\displaystyle {\vec {A}}} das Vektorpotential des elektromagnetischen Feldes.
Außerdem wird auf der linken Seite der Schrödingergleichung die Zeitableitung durch
{\displaystyle i\hbar {\frac {\partial }{\partial t}}\longrightarrow i\hbar {\frac {\partial }{\partial t}}-q\phi ({\vec {x}},t)}
ersetzt, wobei {\displaystyle \phi } das Skalarpotential des elektromagnetischen Feldes ist.
In der relativistischen Quantenmechanik, dessen Analogon der Schrödingergleichung die Dirac-Gleichung ist, können beide Ersetzungen zu einer einzigen zusammengefasst werden. Im Rahmen des Tensorkalküls der Relativitätstheorie werden das Skalarpotential und Vektorpotential des elektromagnetischen Feldes zu einem Viererpotential zusammengefasst:
{\displaystyle A^{\mu }=(\phi /c,{\vec {A}})^{T},\,\mu =0,1,2,3}.
Der Impulsoperator ist in der relativistischen Quantenmechanik auch ein Vierervektor, der Viererimpuls:
{\displaystyle p^{\mu }=({\hat {E}}/c,{\hat {\vec {p}}})^{T},\,\mu =0,1,2,3}, {\displaystyle {\hat {E}}} ist der Energieoperator.
Das Prinzip der minimalen Kopplung verlangt nun die Ersetzung
{\displaystyle p^{\mu }\longrightarrow p^{\mu }-qA^{\mu }}.
In der Ortsdarstellung stimmt die minimale Kopplung mit der aufgrund von Eichinvarianz geforderten kovarianten Ableitung überein, obwohl beide Terme auf verschiedene Weisen hergeleitet werden. Der Term der minimalen Kopplung und die damit verbundene Ersetzungsregel entspringt dem Verlangen, die Schrödingergleichung oder Dirac-Gleichung eines freien Teilchens an ein elektromagnetisches Feld zu koppeln. Dagegen entspringt die Ersetzungsregel, dass alle partiellen Ableitungen durch die kovariante Ableitung ersetzt werden sollen, dem Verlangen nach einer eichinvarianten Bewegungsgleichung. Es stellt sich heraus, dass beide Ersetzungsregeln identisch sind. Im Abschnitt Eichfreiheit im Sinne der Eichtheorie wird skizziert, wie die Forderung nach Eichinvarianz die Ankopplung der freien Gleichung an ein Wechselwirkungsfeld fordert und somit die kovariante Ableitung zu Tage fördert. Man beobachtet, dass die dort hergeleitete kovariante Ableitung genau der minimalen Kopplung entspricht. Im Abschnitt Kovariante Ableitung wird skizziert, warum beide Ersetzungsregeln identisch sein müssen.

## Klassische Mechanik
In der Hamiltonschen Mechanik wird die Bewegung eines geladenen Teilchens der Ladung {\displaystyle q} und Masse {\displaystyle m} im elektromagnetischen Feld mit der Hamilton-Funktion
{\displaystyle H={\frac {1}{2m}}\left({\vec {p}}-q{\vec {A}}\right)^{2}+q\phi }
beschrieben, die sich ausgehend von der Lorentzkraft herleiten lässt. Dabei werden das elektrische Feld {\displaystyle {\vec {E}}({\vec {x}},t)} und das magnetische Feld {\displaystyle {\vec {B}}({\vec {x}},t)}, wie in der Elektrodynamik üblich, durch die Potentiale {\displaystyle \phi ({\vec {x}},t)} und {\displaystyle {\vec {A}}({\vec {x}},t)} beschrieben:
{\displaystyle {\vec {E}}=-\nabla \phi -{\frac {\partial {\vec {A}}}{\partial t}}},
{\displaystyle {\vec {B}}=\nabla \times {\vec {A}}}.
Zu dieser Hamilton-Funktion gelangt man auch von der Hamilton-Funktion eines freien Teilchens (freies Teilchen bedeutet verschwindendes Potential {\displaystyle V=0}, {\displaystyle E} ist die Gesamtenergie, {\displaystyle T} die kinetische Energie)
{\displaystyle H=E=T+V={\frac {{\vec {p}}^{2}}{2m}}}.
Die Ersetzungen
{\displaystyle {\vec {p}}\longrightarrow {\vec {p}}-q{\vec {A}}},
{\displaystyle E\longrightarrow E-q\phi },
führen genau auf die Hamilton-Funktion eines klassischen geladenen Teilchens im elektromagnetischen Feld. Diese Ersetzungen entsprechen den oben für die Quantenmechanik angegebenen Ersetzungen. Die erste Ersetzung ist dieselbe wie in der quantenmechanischen Version. Die zweite Ersetzung entspricht auch gerade der zweiten Ersetzung für die Quantenmechanik, da in der zeitabhängigen Schrödingergleichung der Energieoperator {\displaystyle {\hat {E}}} gerade {\displaystyle i\hbar \partial _{t}} ist.
Eine Motivation der minimalen Kopplung ist, dass sie zur Eichinvarianz im Sinne der klassischen Elektrodynamik in den Bewegungsgleichungen, die sich aus den Hamiltonschen Gleichungen ergeben, führt. Die Hamilton-Funktion selbst ist dagegen in diesem Sinne nicht eichinvariant.

### Eichfreiheit im Sinne der klassischen Elektrodynamik
Man spricht von Eichfreiheit, wenn sich die Potentiale {\displaystyle \phi } und {\displaystyle {\vec {A}}} frei wählen lassen, ohne dass sich die Bewegungsgleichungen des Teilchens ändern. Anders ausgedrückt: Die resultierende Kraft auf das Teilchen darf durch Umeichen der Potentiale nicht verändert werden. Die Kraft auf geladene Teilchen aufgrund von elektromagnetischen Feldern ist die Lorentzkraft {\displaystyle {\vec {F}}_{L}}.
{\displaystyle {\vec {F}}_{L}=q{\vec {E}}+q{\vec {v}}\times {\vec {B}}}
Man darf nun solche Eichungen {\displaystyle \phi \longrightarrow \phi '} bzw. {\displaystyle {\vec {A}}\longrightarrow {\vec {A}}'} der Potentiale durchführen, die die Lorentzkraft nicht ändern, es muss also {\displaystyle {\vec {F}}_{L}={\vec {F}}_{L}'} gelten.
Es stellt sich heraus, dass folgende Eichungen die Bewegungsgleichungen invariant lassen:
{\displaystyle {\vec {A}}'={\vec {A}}+\nabla f}
{\displaystyle \phi '=\phi -{\frac {\mathrm {d} f}{\mathrm {d} t}}}
mit einer beliebigen skalaren Funktion {\displaystyle f({\vec {x}},t)}.
Wählt man die Weyl-Eichung, also eine Eichung, in der das skalare Potential immer verschwindet,
{\displaystyle f({\vec {x}})=\int \phi (({\vec {x}}),t)\mathrm {d} t},
so muss nur die erste Ersetzung auf die Hamilton-Funktion eines freien Teilchens zur Ankopplung an das elektromagnetische Feld durchgeführt werden.

## Schrödingergleichung ohne Spin
Die Schrödingergleichung eines freien Teilchens ohne Spin lautet
{\displaystyle i\hbar {\frac {\partial \psi ({\vec {x}},t)}{\partial t}}={\frac {{\hat {\vec {p}}}^{2}}{2m}}\psi ({\vec {x}},t)}.
Der Hamiltonoperator des freien Teilchens ist demnach {\displaystyle {\hat {H}}={\frac {{\hat {\vec {p}}}^{2}}{2m}}}.
Anwenden des Prinzips der minimalen Kopplung führt auf den Hamiltonoperator eines geladenen Teilchens ohne Spinterm im magnetischen Feld bzw. im elektromagnetischen Feld, unter Hinzunahme der Weyl-Eichung
{\displaystyle {\hat {H}}={\frac {1}{2m}}\left({\hat {\vec {p}}}-q{\vec {A}}\right)^{2}}.

### Eichfreiheit im Sinne der Eichfeldtheorie (Herleitung der Minimalen Kopplung)
Alle messbaren physikalische Größen sind nur vom Betragsquadrat der Wellenfunktion {\displaystyle |\psi |^{2}=\psi \psi ^{*}} abhängig. Daher ist die Wellenfunktion nur bis auf einen ortsabhängigen Phasenfaktor {\displaystyle e^{i\chi ({\vec {x}},t)}} bestimmt. Die Zustände in der Quantenmechanik besitzen also ein frei wählbares Eichfeld {\displaystyle \chi ({\vec {x}},t)}. Berechnet man aber die freie Schrödingergleichung mit einer umgeeichten Wellenfunktion {\displaystyle \psi '=\psi e^{i\chi ({\vec {x}},t)}} (es ist also {\displaystyle |\psi '|^{2}=\psi e^{i\chi ({\vec {x}},t)}\psi ^{*}e^{-i\chi ({\vec {x}},t)}=\psi \psi ^{*}=|\psi |^{2}}), so bleibt die Schrödingergleichung nicht forminvariant.
Schreibt man dagegen den Hamiltonoperator mit der minimalen Kopplung, so bleibt die Schrödingergleichung unter Eichung der Phase invariant. Dies nennt man Kovarianz. Die Forderung nach lokaler Eichfreiheit der Phase macht die Existenz der elektromagnetischen Felder daher zwingend notwendig. Theorien, in denen Wechselwirkungsfelder aufgrund von Invarianzen unter bestimmten Transformationen (hier lokale Phasentransformation) automatisch generiert werden, heißen Eichfeldtheorien. Außerdem ist der Hamiltonoperator nun auch forminvariant unter Eichung der elektromagnetischen Potentiale. Die Ersetzung des Impulsoperators {\displaystyle {\hat {\vec {p}}}={\frac {\hbar }{i}}\nabla } durch {\displaystyle {\frac {\hbar }{i}}\nabla -q{\vec {A}}} wird auch kovariante Ableitung genannt, da das Ersetzen der gewöhnlichen Ableitung (Impulsoperator) durch eine veränderte Ableitung (kovariante Ableitung) zur Forminvarianz der Schrödingergleichung führt. Die Verwandtschaft zur kovarianten Ableitung aus der Allgemeinen Relativitätstheorie wird im Abschnitt #Kovariante Ableitung erklärt.
Betrachtet man nun den Hamiltonoperator {\displaystyle {\hat {H}}={\frac {1}{2m}}\left({\hat {\vec {p}}}-q{\vec {A}}\right)^{2}} mit eingefügter minimaler Kopplung und den gleichen Hamiltonoperator {\displaystyle {\hat {H}}'} bloß mit umgeeichtem Vektorpotential {\displaystyle {\vec {A}}'={\vec {A}}+\nabla \chi }, so führt die gestrichene Schrödingergleichung
{\displaystyle {\hat {H}}'\psi '=i\hbar {\frac {\partial \psi '}{\partial t}}}
auf die ungestrichene Schrödingergleichung
{\displaystyle {\hat {H}}\psi =i\hbar {\frac {\partial \psi }{\partial t}}}.
Beide Eichtransformationen heben sich also gegeneinander auf, so dass die Schrödingergleichung geschrieben mit kovarianter Ableitung forminvariant unter Eichtransformation der Potentiale und der Wellenfunktionen ist.

## Schrödingergleichung mit Spin
Das Prinzip der minimalen Kopplung führt erst in der relativistischen Quantenmechanik (also bei Anwendung auf die Dirac-Gleichung) zu der quantitativen Kopplung zwischen geladenen Teilchen und elektromagnetischem Feld, die bislang experimentell nachgewiesenen wurde. In der „klassischen“ Schrödingergleichung fehlt noch der Anteil der Wechselwirkung zwischen Elektron und Licht, der vom Spin des Elektrons abhängt. Um diesen Spin-Anteil auch in der nicht relativistischen Quantenmechanik über das Prinzip der minimalen Kopplung einzuführen, kann man einen Trick anwenden.
Für die Pauli-Matrizen {\displaystyle \mathbf {\sigma } } gilt für jede beliebige Matrix {\displaystyle \mathbf {a} }: {\displaystyle (\mathbf {\sigma } \mathbf {a} )^{2}=\mathbf {a} ^{2}}. Nun modifiziert man den freien Hamiltonoperator in der Schrödingergleichung mit dieser „versteckten“ Pauli-Matrix
{\displaystyle {\frac {1}{2m}}{\hat {\vec {p}}}^{2}={\frac {1}{2m}}(\mathbf {\sigma } {\hat {\vec {p}}})^{2}}.
Wenn man nun das Prinzip der minimalen Kopplung auf diesen modifizierten freien Hamiltonoperator anwendet, so erhält man
{\displaystyle {\hat {H}}={\frac {\hbar ^{2}}{2m}}\left(\mathbf {\sigma } \left(\nabla -{\frac {iq}{\hbar }}{\vec {A}}\right)\right)^{2}}.
Ausmultiplizieren unter Beachtung der Reihenfolge sowie der Verwendung der oben angegebenen Definition des Magnetfeldes {\displaystyle {\vec {B}}} ergibt
{\displaystyle {\hat {H}}=-{\frac {\hbar ^{2}}{2m}}\left(\nabla -{\frac {iq}{\hbar }}{\vec {A}}\right)^{2}-{\frac {q\hbar }{2m}}\mathbf {\sigma } \cdot {\vec {B}}}.
Dies entspricht der Pauli-Gleichung, die die Dynamik eines nicht relativistischen Spin-1/2-Teilchens mit Ladung {\displaystyle q} und Masse {\displaystyle m} in einem elektromagnetischen Feld (ohne skalares Potential) beschreibt.

## Dirac-Gleichung
Die freie Dirac-Gleichung lautet unter Verwendung der Dirac-Matrizen {\displaystyle \gamma ^{\mu }}
{\displaystyle \left(i\gamma ^{\mu }\partial _{\mu }-{\frac {mc}{\hbar }}\right)\psi (x)=0}
und ist lorentzinvariant. Genauso wie im Fall der Schrödingergleichung ist die Gleichung aber unter Phasentransformation nicht eichinvariant. Einfügen der minimalen Kopplung in der Vierervektorschreibweise, also
{\displaystyle \partial _{\mu }\rightarrow \partial _{\mu }+{\frac {iq}{\hbar c}}A_{\mu }}
mit {\displaystyle A_{\mu }=(A_{0},A_{1},A_{2},A_{3})=(\phi ,-A_{x},-A_{y},-A_{z})}, führt auf die relativistisch kovariante Form der Dirac-Gleichung mit angekoppeltem elektromagnetischem Feld.
{\displaystyle \left(i\gamma ^{\mu }\left(\partial _{\mu }+{\frac {iq}{\hbar c}}A_{\mu }\right)-{\frac {mc}{\hbar }}\right)\psi (x)=0}
{\displaystyle D_{\mu }:=\partial _{\mu }+{\frac {iq}{\hbar c}}A_{\mu }}
wird auch kovariante Ableitung genannt, da das Ersetzen der „normalen partiellen Ableitung“ durch die „kovariante Ableitung“ zur Kovarianz bzgl. Eichtransformationen der betreffenden Gleichung führt.

## Dipolnäherung
Die Hamilton-Funktion für ein geladenes Teilchen in einem elektromagnetischen Feld und einem Potential {\displaystyle V} ist durch
{\displaystyle H={\frac {1}{2m}}\left({\vec {p}}-q{\vec {A}}({\vec {x}},t)\right)^{2}+q\phi ({\vec {x}},t)+V({\vec {x}})}
gegeben. Diese Hamilton-Funktion beschreibt ein klassisches geladenes Teilchen in einem Potential. Die quantenmechanische Version (Übergang von der Hamilton-Funktion zum Hamiltonoperator) würde ein einzelnes Elektron gebunden an ein Atom (Wasserstoffatom) beschreiben. Der Einfachheit halber soll aber im folgenden Abschnitt die Dipolnäherung an der klassischen Hamilton-Funktion gezeigt werden.
Die Hamilton-Funktion kann in zwei Teile aufgeteilt werden. Ein Teil beschreibt das System (Elektron im Potential) selbst und der andere seine Wechselwirkung mit dem elektromagnetischen Feld.
{\displaystyle H_{0}={\frac {{\vec {p}}^{2}}{2m}}+V({\vec {x}})},
{\displaystyle H_{WW}=-{\frac {q}{2m}}({\vec {p}}\cdot {\vec {A}}({\vec {x}},t)+{\vec {A}}({\vec {x}},t)\cdot {\vec {p}})+{\frac {q^{2}}{2m}}{\vec {A}}^{2}({\vec {x}},t)+q\phi ({\vec {x}},t)}.
Betrachtet man nun die Situation in einem elektromagnetischen Feld in der Strahlungseichung ({\displaystyle \phi =0},{\displaystyle \nabla {\vec {A}}=0} und daher {\displaystyle [{\vec {A}},{\hat {\vec {p}}}]=0}) und berücksichtigt nur die Kopplung in linearer Ordnung mit {\displaystyle {\vec {A}}}, so erhält man
{\displaystyle H_{WW}=-{\frac {q}{m}}{\vec {p}}\cdot {\vec {A}}({\vec {x}},t)}.
Das Vektorpotential kann außerdem als {\displaystyle {\vec {A}}({\vec {x}},t)\approx {\vec {A}}(t)} angenähert werden. Solange die charakteristische Wellenlänge {\displaystyle \lambda =2\pi k^{-1}} des elektromagnetischen Feldes sehr viel größer als die Ausdehnung des Atoms ist, kann das Vektorpotential als räumlich nahezu homogen über die Ausdehnung des Atoms angesehen werden. Schreibt man den kanonischen Impuls als kinetischen Impuls {\displaystyle {\vec {p}}=m{\frac {\mathrm {d} {\vec {x}}}{\mathrm {d} t}}}, so folgt
{\displaystyle H_{WW}=-q{\frac {\mathrm {d} {\vec {x}}}{\mathrm {d} t}}\cdot {\vec {A}}(t)=-q{\frac {\mathrm {d} }{\mathrm {d} t}}\left[{\vec {x}}{\vec {A}}(t)\right]+q{\vec {x}}{\frac {\mathrm {d} {\vec {A}}(t)}{\mathrm {d} t}}}.
In der Dipolnäherung ist das elektrische Feld {\displaystyle {\vec {E}}(t)} als {\displaystyle {\vec {E}}(t)=-{\frac {\mathrm {d} {\vec {A}}(t)}{\mathrm {d} t}}} gegeben. Dies führt auf
{\displaystyle H_{WW}=-q{\vec {x}}\cdot {\vec {E}}(t)-q{\frac {\mathrm {d} }{\mathrm {d} t}}\left[{\vec {x}}{\vec {A}}(t)\right]}.
Der letzte Term kann weggelassen werden, da die Hamilton-Funktion nur bis auf die totale zeitliche Ableitung einer beliebigen Funktion bestimmt ist. Schließlich ergibt sich die Wechselwirkungs-Hamilton-Funktion für ein gebundenes geladenes Teilchen in der Dipolnäherung zu
{\displaystyle H_{WW}=-q{\vec {x}}\cdot {\vec {E}}(t)}.
Dieses Ergebnis wurde aus dem Prinzip der minimalen Kopplung hergeleitet und wird auch in seiner quantenmechanischen Entsprechung (hier klassische Herleitung) der Quantenelektrodynamik verwendet. Ein häufig verwendeter Name für diese Wechselwirkung ist auch „{\displaystyle E\cdot r}-Hamiltonian“, sprich „E mal r Hamiltonian“, da für die Ortskoordinate {\displaystyle x} häufig {\displaystyle r} verwendet wird. Man kann noch den Dipoloperator
{\displaystyle {\vec {d}}=q{\vec {x}}}
definieren (in Analogie eines elektrischen Dipols). Damit ist offensichtlich, dass das Feld in der Dipolnäherung nur an das Dipolmoment des Wasserstoffatoms ankoppelt. Allgemein kann obige Prozedur auch für Atome mit mehr als einem Elektron durchgeführt werden.

## Multipolare Kopplung und Power-Zienau-Woolley-Transformation
Allgemein lässt sich der Minimale-Kopplungs-Hamiltonoperator mit der unitären Power-Zinau-Woolley-Transformation in die äquivalente Darstellung des Multipolare-Kopplungs-Hamiltonoperators bringen. Hier ist das elektromagnetische Feld über das Vektorpotential an die Polarisation und Magnetisierung angekoppelt. Durch diese Form des Wechselwirkungs-Hamiltonoperator können Licht-Materie-Wechselwirkungen von Dielektrika beschrieben werden.

## Allgemeine Relativitätstheorie
In der Allgemeinen Relativitätstheorie bezeichnet der Terminus Prinzip der minimalen Kopplung ein leicht verändertes Prinzip. Die Einsteinschen Feldgleichungen im Vakuum können aus einer Lagrange-Dichte der Form
{\displaystyle L_{Vac}=a{\sqrt {g}}R}
mit der Metrik {\displaystyle g}, dem Krümmungsskalar {\displaystyle R} und einer Konstanten {\displaystyle a} hergeleitet werden. Die Ankopplung an andere Felder (z. B. elektromagnetisches Feld) soll nun über die Addition einer passenden Wechselwirkungs-Lagrange-Dichte {\displaystyle L_{WW}} erreicht werden. Die Dekomposition der Lagrange-Dichte in {\displaystyle L_{total}=L_{Vac}+L_{WW}} wird Prinzip der minimalen gravitativen Kopplung genannt.

## Kovariante Ableitung
Ein Prinzip der Allgemeinen Relativitätstheorie ist das Kovarianzprinzip, welches besagt, dass Gleichungen, die in der Speziellen Relativitätstheorie gültig und daher lorentzinvariant sind, durch Ersetzung der partiellen Ableitungen {\displaystyle {\frac {\partial F^{\alpha }}{\partial x^{\mu }}}} durch die kovariante Ableitung {\displaystyle D_{ART,\mu }F^{\alpha }={\frac {\partial F^{\alpha }}{\partial x^{\mu }}}+\Gamma _{\sigma \mu }^{\alpha }F^{\sigma }} zu allgemein koordinatenunabhängigen Gleichungen (allgemein kovariant) werden. Mathematisch gesehen entspricht diese kovariante Ableitung dem Levi-Civita-Zusammenhang. Dies ist der Zusammenhang auf dem Tangentialvektorbündel einer Semi-Riemannschen Mannigfaltigkeit. Einerseits führt die kovariante Ableitung zu kovarianten (forminvariant unter Koordinatenwechsel) Gleichungen, andernfalls definiert die kovariante Ableitung den Paralleltransport von Tensoren in gekrümmten Räumen.
In der Eichfeldtheorie (z. B. alle Theorien bzgl. der fundamentalen Wechselwirkungen im Standardmodell der Teilchenphysik) unterliegen die Wellenfunktionen der Teilchen bestimmten Symmetrien. Diese Symmetrien manifestieren sich in der Invarianz der Lagrange-Dichte der Theorie auf die Wirkung einer Gruppe {\displaystyle G} (im Fall der Schrödingergleichung {\displaystyle U(1)}). Die Wellenfunktionen sind auf einer Mannigfaltigkeit {\displaystyle M} definiert. Beide Strukturen {\displaystyle M} und {\displaystyle G} werden in der modernen Differentialgeometrie zu einer einheitlichen Struktur P(M,G), dem Hauptfaserbündel zusammengefasst. Ein Hauptfaserbündel ist eine Mannigfaltigkeit, an dem für jeden Punkt {\displaystyle x} von {\displaystyle M} eine Kopie der Strukturgruppe {\displaystyle G(x)} angeheftet ist. Diese Kopien werden Fasern genannt, und die Darstellung {\displaystyle \phi (x)} von Gruppenelementen aus verschiedenen Fasern sind in disjunkten Vektorräumen beheimatet. Da {\displaystyle \phi (x)} und {\displaystyle \phi (x+\mathrm {d} x)} in verschiedenen Räumen liegen, kann erst nach der Definition eines Zusammenhangs auf dem Hauptfaserbündel eine Ableitung gebildet werden. Die Ersetzung der partiellen Ableitung durch die minimale Kopplung ist gerade die kovariante Ableitung (Zusammenhang in Koordinaten) in diesem Fall. So wie im Fall der ART die Christoffelsymbole die Krümmung des Raumes bestimmen (und die Christoffelsymbole hängen von der Metrik ab), so bestimmt im Fall der Eichfeldtheorien das Viererpotential die Krümmung.
Der Krümmungstensor ergibt sich in beiden Fällen aus dem Kommutator der kovarianten Ableitung.

## Herkunft der Bezeichnung
Die Lagrange-Dichte des elektromagnetischen Feldes mit minimaler Kopplung lautet:
{\displaystyle {\mathcal {L}}={\mathcal {L}}_{rad}+{\mathcal {L}}_{WW}=-{\frac {1}{16\pi }}F^{\nu \mu }F_{\nu \mu }-{\frac {1}{c}}A_{\mu }j^{\mu }}.
Dabei ist der erste Teil der kinetische Term mit dem Feldstärketensor {\displaystyle F^{\mu \nu }} und der zweite Term die Ankopplung des Feldes an den „geladenen Strom“ – die geladene Materie, gemäß dem Prinzip der minimalen Kopplung. Der Zusammenhang mit der in der Einleitung beschriebenen Prozedur der minimalen Kopplung wird im folgenden erklärt.
Der Name minimale Kopplung rührt daher, da es die einfachste Verknüpfung von Ladungsstromdichte {\displaystyle j^{\mu }} und elektromagnetischem Feld {\displaystyle A^{\mu }} darstellt, die folgende Bedingungen erfüllt:
- Erhält Lorentzinvarianz der freien Gleichung
- Eichinvarianz
- Koppelt elektromagnetisches Feld {\displaystyle A^{\mu }} an geladene Materie {\displaystyle j^{\mu }}

Außerdem führt genau diese minimale Kopplungsprozedur auf eine eichinvariante Wirkung.
Die obige Darstellung der minimalen Kopplung in der Lagrange-Dichte entspricht genau der in der Einleitung geschilderten Prozedur für ein punktförmig geladenes Teilchen. Dazu betrachtet man die Viererstromdichte eines punktförmigen Teilchens:
{\displaystyle j=(j^{\mu })=(c\rho ,{\vec {j}})=q\delta ^{(3)}({\vec {x}}-{\vec {x}}_{1}(t))(c,{\vec {v}})=qc\delta ^{(3)}({\vec {x}}-{\vec {x}}_{1}(t))\gamma (c,{\vec {v}}){\frac {1}{\gamma c}}=qc\delta ^{(3)}({\vec {x}}-{\vec {x}}_{1}(t))u{\frac {\mathrm {d} \tau }{\mathrm {d} x^{0}}}}.
Dabei wurden die üblichen Symbole aus der Speziellen Relativitätstheorie verwendet: {\displaystyle \rho } ist die Ladungsdichte, {\displaystyle \delta ^{(3)}} die Diracsche Deltafunktion in 3 Dimensionen, {\displaystyle v} die Geschwindigkeit des geladenen Teilchens, {\displaystyle \gamma } der Lorentzfaktor, {\displaystyle u} die Vierergeschwindigkeit und {\displaystyle \tau } die Eigenzeit. Daraus folgt:
{\displaystyle j=cq\int \mathrm {d} \tau \delta ^{(4)}(x-x_{1}(\tau ))u(\tau )}.
Setzt man das nun in die Wirkung {\displaystyle S_{WW}} der Wechselwirkungs-Lagrange-Dichte {\displaystyle {\mathcal {L}}_{WW}} ein, so ergibt sich:
{\displaystyle S_{WW}=-{\frac {1}{c^{2}}}\int \mathrm {d} x^{4}A_{\mu }(x)j^{\mu }(x)}
{\displaystyle =-{\frac {q}{c}}\int \mathrm {d} x^{4}A_{\mu }(x)\int \mathrm {d} \tau \delta ^{(4)}(x-x_{1}(\tau ))u^{\mu }(\tau )}
{\displaystyle =-{\frac {q}{c}}\int \mathrm {d} \tau A_{\mu }(x_{1}(\tau ))u^{\mu }(\tau )}
Schreibt man nun das Skalarprodukt der beiden Vierervektoren aus, so ergibt sich:
{\displaystyle S_{WW}=\int \mathrm {d} t\left(-q\phi ({\vec {x}}_{1},t)+q{\vec {v}}_{1}\cdot {\vec {A}}({\vec {x}}_{1},t)\right)=:\int \mathrm {d} tL_{WW}}.
Um die gesamte Lagrange-Dichte {\displaystyle L} zu erhalten, muss noch der kinetische Teil für ein Teilchen der Masse {\displaystyle m} hinzugefügt werden:
{\displaystyle L={\frac {m}{2}}{\vec {v}}_{1}^{2}-q\phi ({\vec {x}}_{1},t)+q{\vec {v}}_{1}\cdot {\vec {A}}({\vec {x}}_{1},t)}.
Der kanonische Impuls ergibt sich aus {\displaystyle {\vec {p}}=\nabla _{{\vec {v}}_{1}}L} zu
{\displaystyle {\vec {p}}=m{\vec {v}}_{1}+q{\vec {A}}}.
Der kinetische Impuls ist demnach {\displaystyle {\vec {\pi }}=m{\vec {v}}_{1}={\vec {p}}-q{\vec {A}}}. Dieses Ergebnis entspricht genau der Ersetzung die bei der Einführung der minimalen Kopplung in die Lagrange-Dichte bzw. Hamilton-Funktion eines freien Teilchens durchgeführt wird. Wie in der Einleitung beschrieben wird der kanonische Impuls {\displaystyle {\vec {p}}={\vec {\pi }}_{frei}}, der dem kinetischen Impuls eines freien Teilchens entspricht, durch den kinetischen Impuls eines Teilchen im elektromagnetischen Feld ersetzt: {\displaystyle {\vec {p}}\rightarrow {\vec {\pi }}}.
Die Wechselwirkungs-Lagrange-Dichte {\displaystyle {\mathcal {L}}_{WW}={\frac {1}{c}}A^{\mu }j_{\mu }} führt also genau auf das Ergebnis, das durch die in der Einleitung angegebene Prozedur vorausgesetzt wird, und erklärt die Bezeichnung der Kopplungsprozedur.

## Bemerkungen
1. ↑  Im Englischen auch „temporal gauge“ genannt: Artikel in der engl. Wikipedia.
2. ↑  Unter Verwendung der Weyl-Eichung, andernfalls müsste man noch die linke Seite der Schrödingergleichung nach dem Prinzip der minimalen Kopplung ersetzen.